# Eva Hjelmström
Eva Ingrid Kristina Hjelmström, född 26 februari 1945 i Stockholm, död 13 november 2009 i Orsa församling, Dalarnas län,  var en svensk politiker (vpk).
Hjelmström, som var dotter till översten Nils Hjelmström och Inga-Britte Netzén, tillbringade en del av sin uppväxt i Etiopien. Efter återkomsten till Sverige avlade hon studentexamen och utexaminerades från Handelshögskolan i Stockholm 1968. Under studietiden utmärkte hon sig först inom tävlingsbridge, men kom att engagera sig i Vietnamrörelsen och internationellt solidaritetsarbete. Parallellt med detta var hon budgetansvarig på Socialhögskolan i Stockholm.
Under 1970-talet blev Hjelmström alltmer engagerad inom dåvarande Vänsterpartiet kommunisterna, där hon hade en viktig roll i arbetet med att utveckla och förnya partiet. Hon var ledamot av Stockholms kommunfullmäktige 1973–1976 och drev under denna tid främst barnstugefrågan och arbetet för en bättre trafik- och bostadsmiljö. Hon var ledamot av Sveriges riksdag 1976–1985, invald i Stockholms kommuns valkrets. I riksdagen tillhörde hon kulturutskottet. Hon var ledamot av 1977 års sexualbrottskommitté. och redigerade, tillsammans med Maria Bergom Larsson och Eva Wickander, boken Vad gör vi med barnen, kamrater? (1979).